# Стане Доланц
Стане Доланц (Храстник, 16. новембар 1925 — Љубљана, 12. децембар 1999) био је учесник Народноослободилачке борбе, друштвено-политички радник СФР Југославије и СР Словеније и јунак социјалистичког рада. У периоду од 1982. до 1984. обављао је дужност Савезног секретара за унутрашње послове СФРЈ.

## Биографија
Рођен је 16. новембра 1925. у малом рударском месту Храстнику. Потиче из сиромашне породице, отац му је био рудар, а мајка домаћица. Основну школу је завршио у родном месту, а гимназију је похађао у Љубљани све до 1941. године.
После Априлског рата и окупације Краљевине Југославије, априла 1941. морао је да прекине школовање у Љубљани, јер се она налазила у италијанској, а његова кућа у немачкој окупационој зони. Школовање је наставио, 1942. у Грацу. После завршене матуре, 1944. одлази у партизане, где постаје члан КП Словеније.
Амерички новинар југословенског порекла Душко Додер напоменуо је 1978. у својој књизи „Југословени”, да је током рата Доланц био члан Хитлерјугенда.
После завршетка Другог светског рата, остаје у Југословенској армији (ЈА). Службовао је у Четрнаестој словеначкој дивизији, у Војводини и Хрватској. Када је Четрнаеста дивизија расформирана, 1947. прекомандован је у Задар. До почетка 1950-их предавао је политичку економију на Вишој артиљеријској школи ЈНА. Потом се враћа у Ново Место, где ступа на дужност заменика тужиоца Љубљанског корпуса.
Доланц је желео да настави школовање, али пошто му претпостављени то нису дозволили, одлучио се да „илегално” студира право на Правном факултету у Љубљани. Убрзо је откривен и позван на рапорт, али му је чин спасла десетка у индексу, после чега му је дозвољено да настави студије. Студирао је право у Љубљани, а потом политичке науке и социологију у Риму, Паризу и Москви.
После дипломирања, постао је официр Контраобавештајне службе (КОС) у Загребу. Године 1960. у чину пуковника КОС-а, напустио је ЈНА и постао директор, тада основане, Више школе политичких наука у Љубљани.
За члана Централног комитета изабран је 1965, а 1966. за члана Председништва Савеза комуниста Словеније. Као секретар Универзитетског комитета у Љубљани, 1968. успео је да спречи студентски бунт у СР Словенији.
На Деветом конгресу СКЈ у Београду, марта 1969. изабран је за члана Извршног комитета ЦК СКЈ. Године 1970. постао је секретар Извршног бироа Председништва ЦК СКЈ и на тој функцији остао девет година. У периоду од 1979. до 1982. био је члан Председништва ЦК СКЈ задужен за координацију са ЦК СК Словеније. Године 1982. постао је Савезни секретар за унутрашње послове СФРЈ, а од 1984. члан је Председништва СФРЈ. Из политичког и јавног живота повукао се маја 1989. године.
Многи су га сматрали „другим човеком” СФРЈ, нарочито у последњим годинама власти Јосипа Броза Тита. Био је главни организатор обрачуна са Маспоком и српским либералима. Током немира на Косову марта 1981. на конференцији за штампу изнео је мноштво нетачних оцена, због чега је изазвао несимпатије — Срби су му замерили што је прећутао суштину немира, а Албанци му нису опростили што је заташкао бруталност милиције. После Титове смрти био је у отвореном сукобу са Јованком Броз, која га је осумњичила као главног кривца за њен разлаз са Титом. Године 1986. лично је забранио њен интервју. Нарочито је био критикован због прогањања дисидената.
Године 1975. објавио је књигу „СКЈ и самоуправљање” и потписао неколико уводника за Титове биографије.
Умро је, од последица можданог удара, 12. децембра 1999. у Љубљани. Сахрањен је у селу Гозд Мартуљек, код Крањске Горе, у коме је провео последње године свог живота.
Одликован је са неколико југословенских одликовања, међу којима су — Орден јунака социјалистичког рада и др.

## Галерија
- Стане Доланц, 1968.
- Стане Доланц (други слева) на проширеној седници Извршног бироа Председништва ЦК СКЈ, 1973.
- Стане Доланц иза Хуа Гуофенга, током његове посете СФРЈ, 1978.
- Стане Доланц и Николаје Чаушеску, 1978.